# Bobby Entwistle
Robert Peter Entwistle (6 tháng 10 năm 1938 – tháng 3 năm 2000) là một cầu thủ bóng đá người Anh thi đấu ở vị trí tiền đạo ở Football League cho Rochdale, Accrington Stanley và Hartlepools United.